# Wiktor Steffen

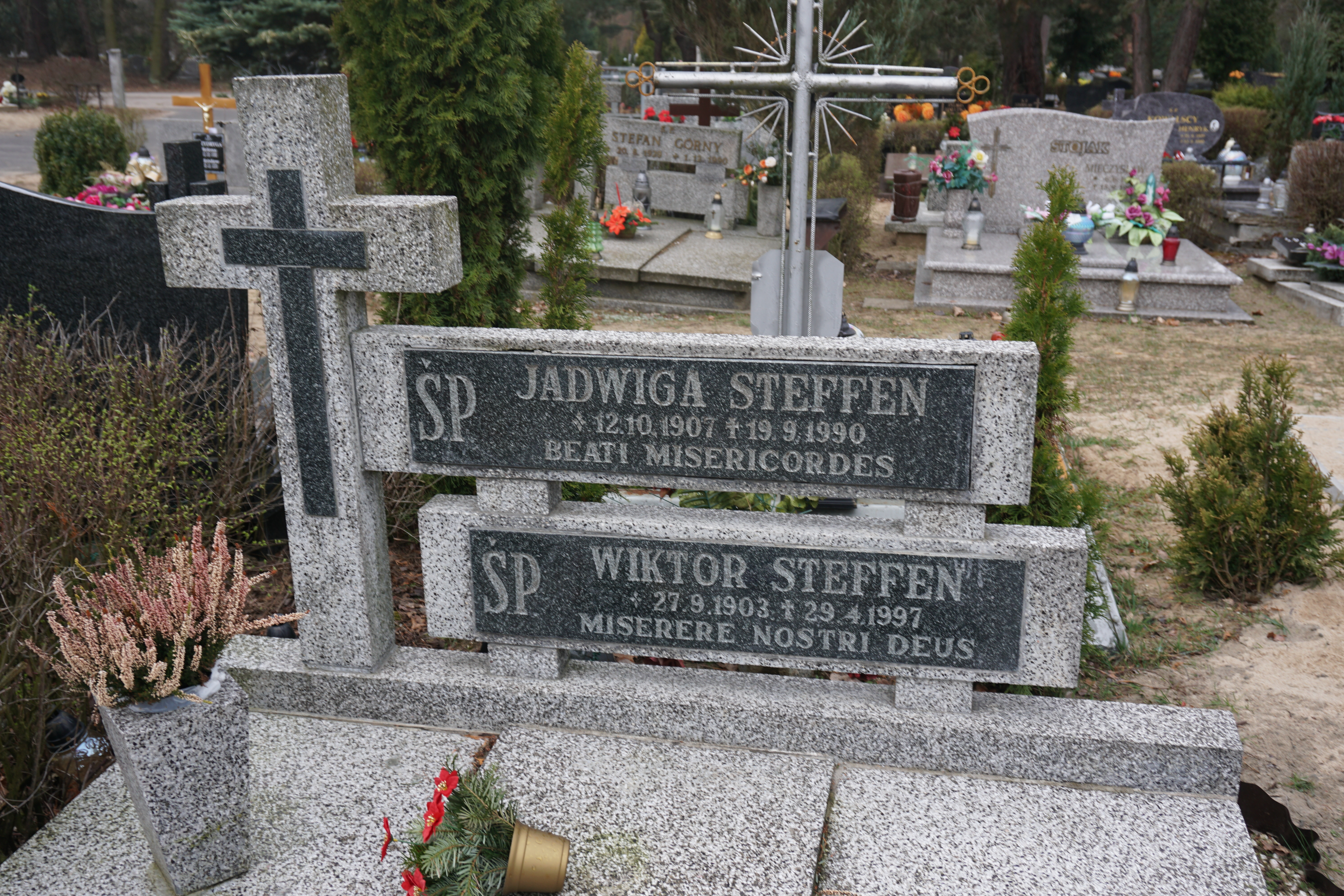
Grób prof. Wiktora Steffena na cmentarzu Miłostowo w Poznaniu

Wiktor Steffen (ur. 27 września 1903 w Sząbruku k. Olsztyna, zm. 29 kwietnia 1997 w Poznaniu) – filolog klasyczny i hellenista, profesor na Uniwersytecie Wrocławskim i na Uniwersytecie im. Adama Mickiewicza w Poznaniu.

## Życiorys[1]
Urodził się w Sząbruku, pow. olsztyńskim, w rodzinie Jana i Marty z Turowskich. Po ukończeniu kilku klas szkoły powszechnej w Sząbruku, przez rok uczęszczał do niemieckiego gimnazjum w Ornecie, w 1920 r. przeniósł się do gimnazjum polskiego w Lubawie. Egzamin dojrzałości złożył w 1924 w Państwowym Zreformowanym Gimnazjum Klasycznym w Brodnicy nad Drwęcą. W tym samym roku wstąpił na Wydział Humanistyczny Uniwersytetu Poznańskiego, gdzie studiował filologię klasyczną. Studia te ukończył dyplomem magisterskim w 1927, a od 1 stycznia 1928 r. został starszym asystentem przy Katedrze Filologii Klasycznej. Stopień doktora uzyskał Wiktor Steffen w 1931 na podstawie pracy nagrodzonej srebrnym medalem macierzystej uczelni. Jego habilitacja została zatwierdzona w 1936 r. W latach 1931–1932 jako stypendysta Funduszu Kultury Narodowej studiował na uniwersytecie w Berlinie.
Przed wybuchem II wojny światowej został powołany do wojska i brał udział w kampanii wrześniowej jako artylerzysta. Dostał się do niewoli niemieckiej, był jeńcem Oflagu XI B Brunszwik (1939–1940), następnie w latach 1940–1945 przebywał w Oflagu II C Woldenberg.
Po wojnie początkowo pracował jako nauczyciel gimnazjalny w Nowym Mieście Lubawskim, następnie w sierpniu 1945 r. powrócił na Uniwersytet Poznański, gdzie uzyskał docenturę etatową, którą piastował do 1949, pełniąc jednocześnie obowiązki kontraktowego profesora hellenistyki w Uniwersytecie Wrocławskim. W 1958 uzyskał tytuł profesora w Uniwersytecie im. Adama Mickiewicza w Poznaniu, w latach 1961–1962 pełnił tę funkcję w Katedrze Filologii Klasycznej w Lipsku.
W 1967 r. został członkiem korespondentem, a w 1976 r. członkiem rzeczywistym PAN.
Od 30 sierpnia 1932 był mężem Jadwigi z Licznerskich(1907–1990).
Został pochowany 7 maja 1997 na cmentarzu Miłostowo w Poznaniu (pole 45, kwatera 3-6-40).

## Praca naukowa[1]
Głównym polem badań prof. Steffena był dramat satyrowy, czego owocem jest edycja Satyrographorum Graecorum reliquiae zawierająca krytyczne wydanie wszystkich znanych podówczas utworów i fragmentów dramatu satyrowego. Oprócz wydania dał prof. Steffen cenny indeks – słownik języka satyrografów. Obok dramatu satyrowego zainteresowania badawcze prof. Steffena obejmowały również pozostałe gatunki dramatyczne. W 1958 r. publikował on Studia Aeschyla, poświęcone głównie twórczości Ajschylosa znanej jedynie z fragmentów. Należy tu też wspomnieć o badaniach nad liryką grecką, mimami Herondasa a również nad tekstem Dyskolosa Menandra. Wieloletnim pracom badawczo-edytorskim towarzyszyła również działalność przekładowa, której efektem są trzy tomiki serii Biblioteki Narodowej. Profesor Steffen opracował i wydał dwukrotnie fragmenty satyrografów greckich – pionierskie dzieło o znaczeniu światowym, stanowiące do dziś podstawę źródłową do badań nad greckim dramatem satyrowym. Do tej kategorii dzieł należy także osobna edycja fragmentów papirusowych dramatu satyrowego Sofoklesa Ichneutai (Tropiciele).
Do ważnych badań źródłowych należą także jego prace związane z nowo odkrytą komedią Menandra Dyskolos (Odludek). Uznanie na świecie znalazły ponadto jego prace z zakresu tragedii i komedii greckiej, a także liryki greckiej. Należy do najwybitniejszych polskich papirologów literackich. Swoimi badaniami objął w różnym stopniu całą poezję grecką. Uprawiał filologię w jej pierwotnym i ścisłym znaczeniu tego słowa, oznaczającego wydawanie, objaśnianie i ocenę zabytków literackich. Jego osiągnięcia otworzyły mu drogę do kontaktów z filologią klasyczną na świecie, do udziału w zagranicznych kongresach, konferencjach naukowych i do gościnnych wykładów. Dzięki naukowym badaniom i współpracy znalazł się w gronie uczonych o randze światowej. Swoim uznaniem otworzył drogę młodszym filologom polskim do zagranicznych ośrodków naukowych. Należy do nielicznych polskich filologów klasycznych, do dziś rozpoznawanych i cenionych na świecie. Jest także autorem, który najważniejsze swoje dzieła naukowe napisał znakomitym językiem łacińskim.
Badał również gwarę warmińską. W 1984 r. opublikował Słownik warmiński obejmujący 4500 haseł. Od 1973 r. na emeryturze.

## Stopnie i tytuły naukowe[1]
- 1927: magister filologii klasycznej
- 1928: starszy asystent przy Katedrze Filologii Klasycznej
- 1931: doktorat
- 1936: habilitacja
- 1945–1949: docentura etatowa na Uniwersytecie Poznańskim
- 1958: tytuł profesora w Uniwersytecie im. Adama Mickiewicza w Poznaniu
- 1961–1962: funkcja profesora w Katedrze Filologii Klasycznej w Lipsku

## Sprawowane funkcje[1]
- Członek zwyczajny Wrocławskiego Towarzystwa Naukowego
- Członek Zarządu w Kole Wrocławskim Polskiego Towarzystwa Filologicznego
- Delegat Ministra Oświaty
- Redaktor Pars Graeca w czasopiśmie „Eos”
- Członek Komitetu Nauk o Kulturze Antycznej przy Polskiej Akademii Nauk
- Kierownik Katedry Filologii Klasycznej w Lipsku

## Publikacje (wybór)[1]

### Książki i przekłady
1. Rozprawa doktorska: De Vergilio in Ioannis Cochanovii carminibus expresso, 1931.
2. Satyrographorum Graecorum reliquiae, Poznań 1935.
3. Antologia liryki aleksandryjskiej, Wrocław 1951, LXII; 84.
4. Hezjod, Prace i dnie, Wrocław 1952, XXXVII; 45.
5. Satyrographorum Graecorum fragmenta (wyd. rozszerzone), Poznań 1952.
6. Antologia liryki greckiej, Wrocław 1955, CLIX; 214.
7. Studia Aeschylea praecipue ad deperditarum fabularum fragmenta pertinentia, Archiwum Filologiczne I, Wrocław 1958, 117.
8. De Graecorum fabulis satyricis, Wrocław 1979.

### Artykuły
1. De somnio Herondae, „Prace Komisji Filologicznej Poznańskiego Towarzystwa Przyjaciół Nauk”, XI, z. 3 (1948), 65–82.
2. De duobus Sapphus carminibus redivivis, „Prace Wrocławskiego Towarzystwa Naukowego. Ser. A”, 21 (1948), 1–26.
3. De duobus Alcaei carminibus novissimis, „Prace Wrocławskiego Towarzystwa Naukowego. Ser. A”, 37 (1949), 1–29.
4. Sophokleous Ikhneutai (wydanie z komentarzem), „Academia Scientiarum Polona. Collegium Studiis Classicis Promovendis”, Warszawa 1960, 1–82.
5. De Dyscoli Menandreae traditione litteraria, „Eos” LII (1962), 39–45.

## Ordery i odznaczenia
- Krzyż Komandorski Orderu Odrodzenia Polski
- Krzyż Oficerski Orderu Odrodzenia Polski
- Krzyż Walecznych „za chwalebny udział w obronie Warszawy”
- Brązowy Medal za Długoletnią Służbę[2]
- Odznaka tytułu honorowego „Zasłużony Nauczyciel Polskiej Rzeczypospolitej Ludowej”

## Wyróżnienia i odznaczenia[7]
- Doktor honoris causa Uniwersytetu Wrocławskiego (1981)
- Doktor honoris causa Uniwersytetu im. Adama Mickiewicza w Poznaniu (1983)
- Nagroda resortowa (1956, 1973)
- Nagroda resortowa I stopnia (1967 - zespołowa)
- medal srebrny Uniwersytetu Poznańskiego za pracę naukową (1931)[2]